# Spilosoma lutea
Spilosoma lutea är en fjärilsart som beskrevs av Hüfnagel 1766. Spilosoma lutea ingår i släktet Spilosoma och familjen björnspinnare. Inga underarter finns listade i Catalogue of Life.

## Bildgalleri

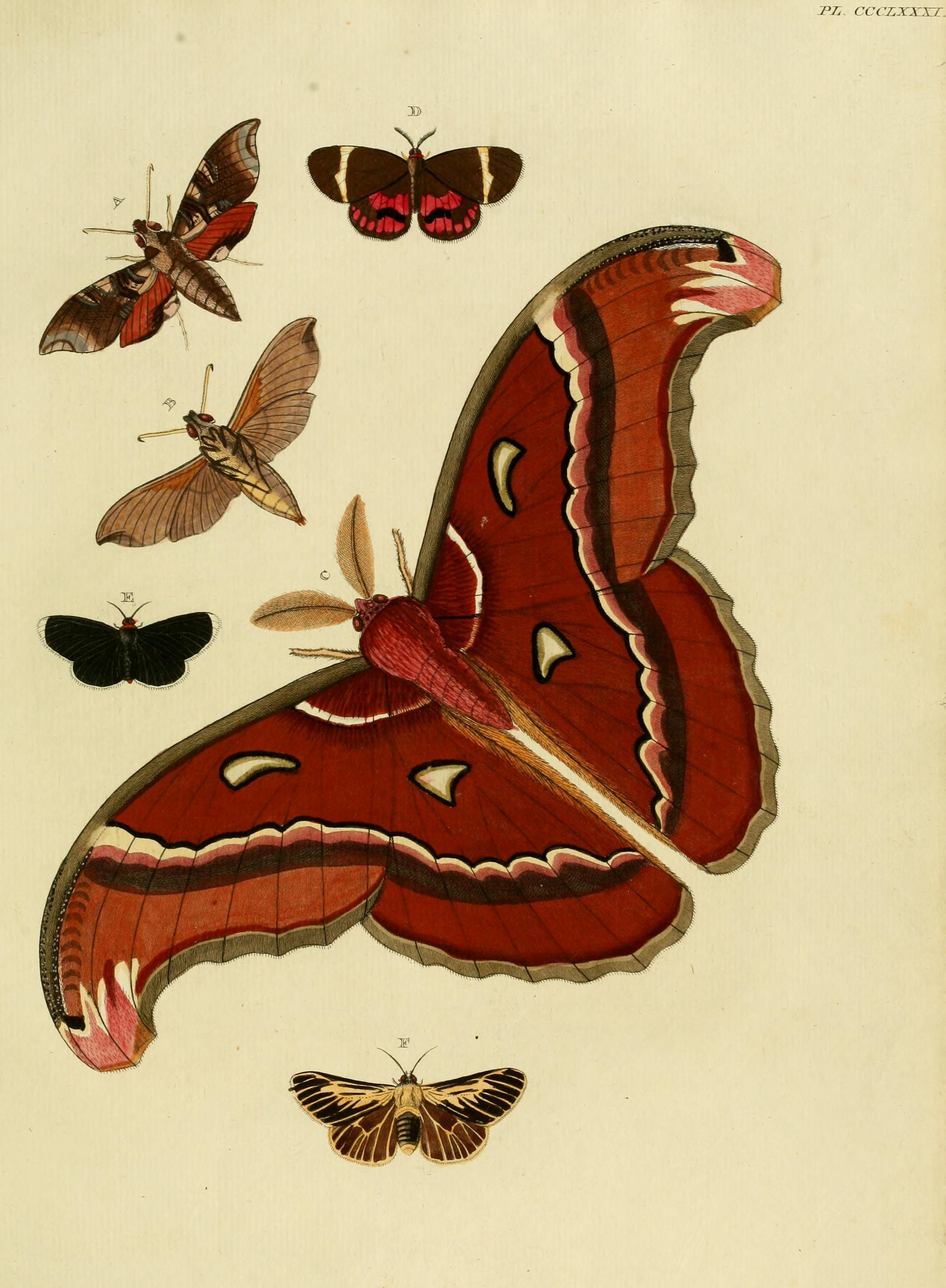
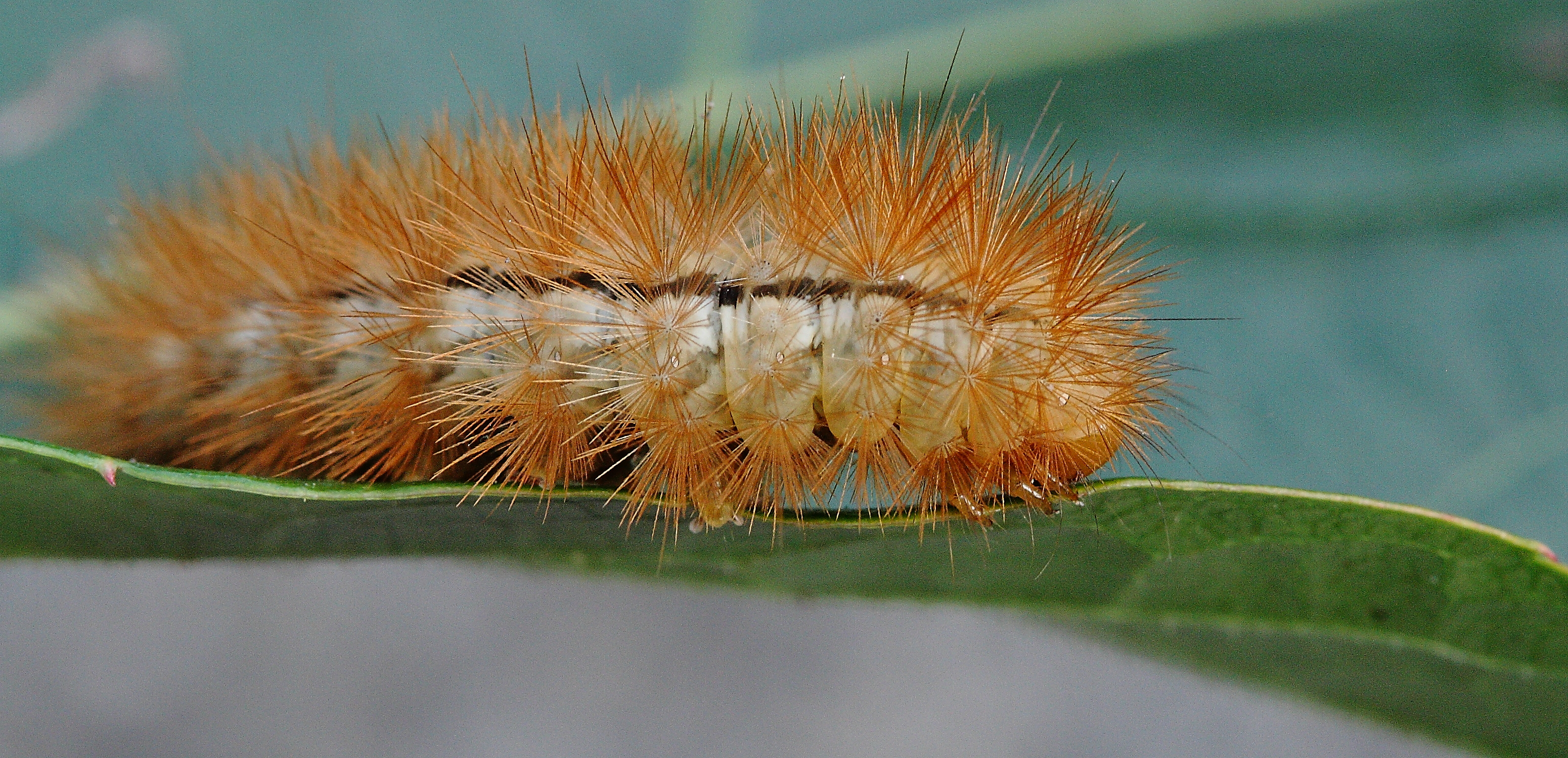
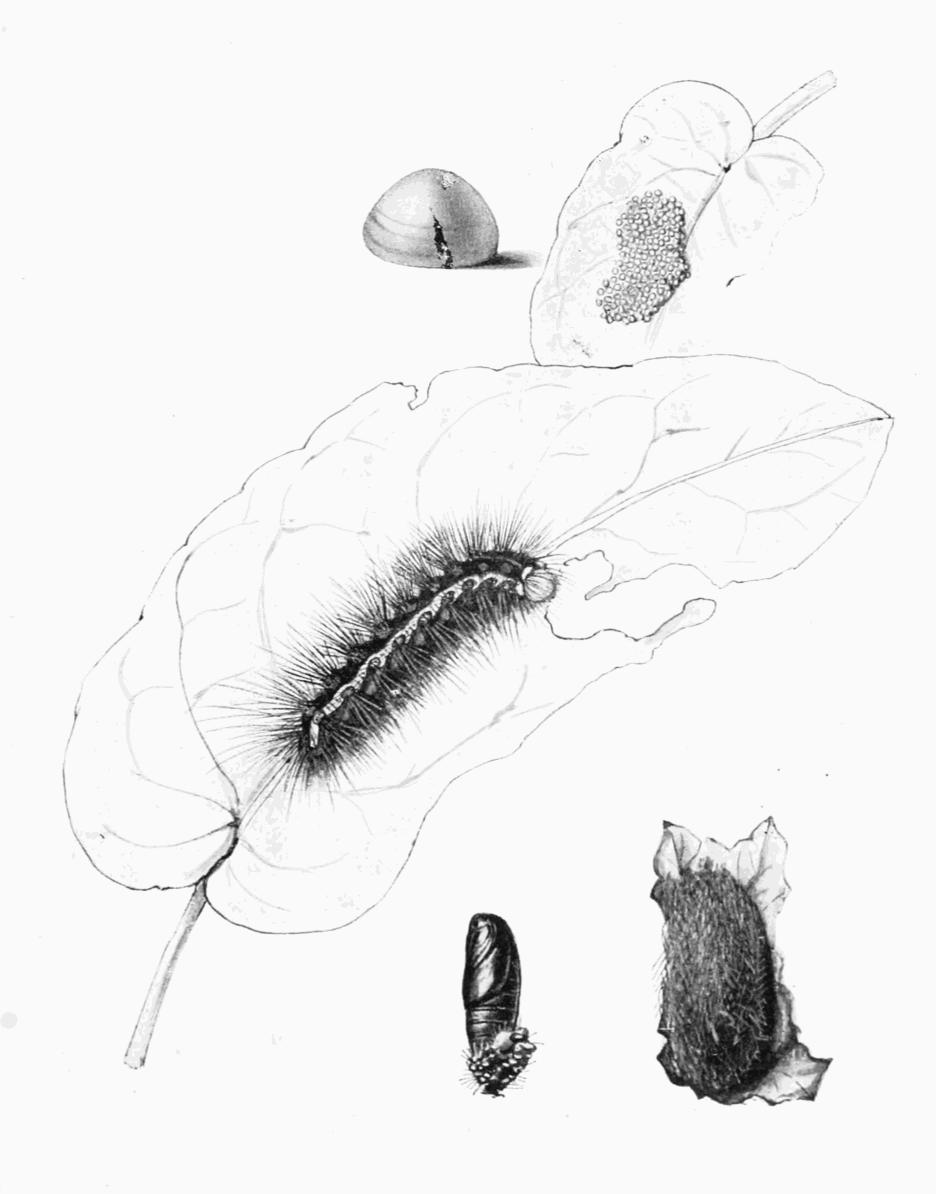
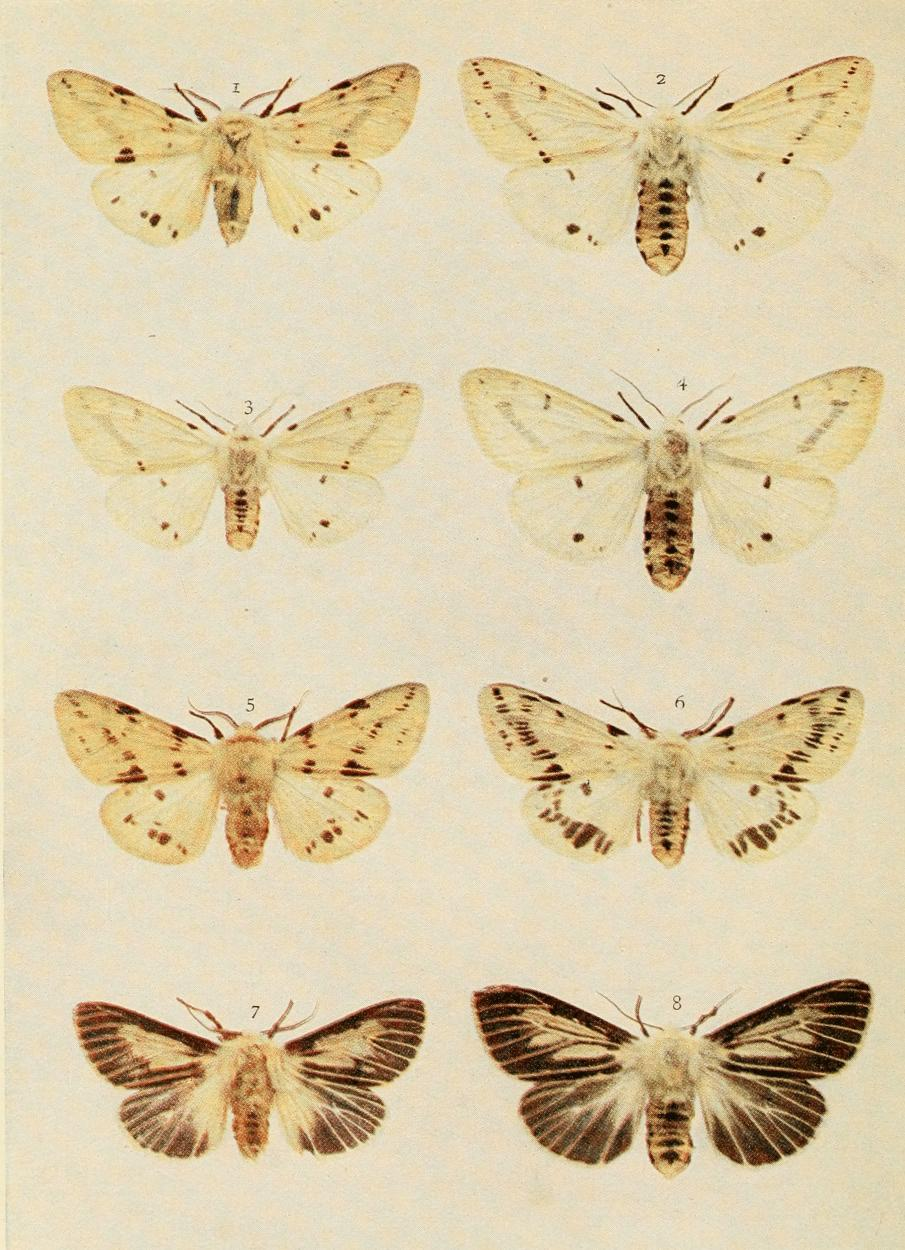
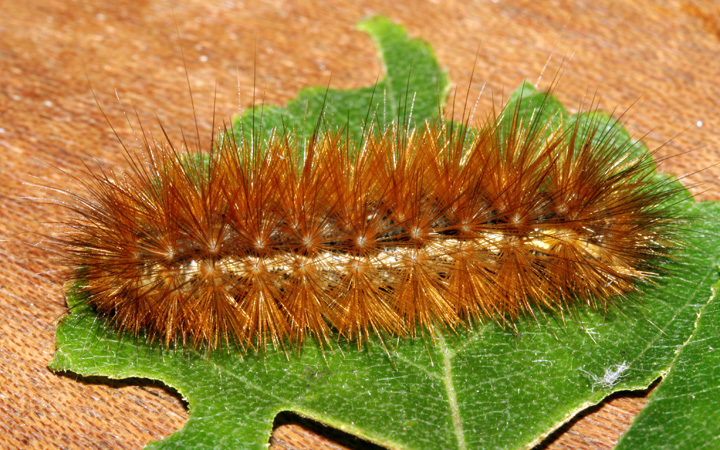
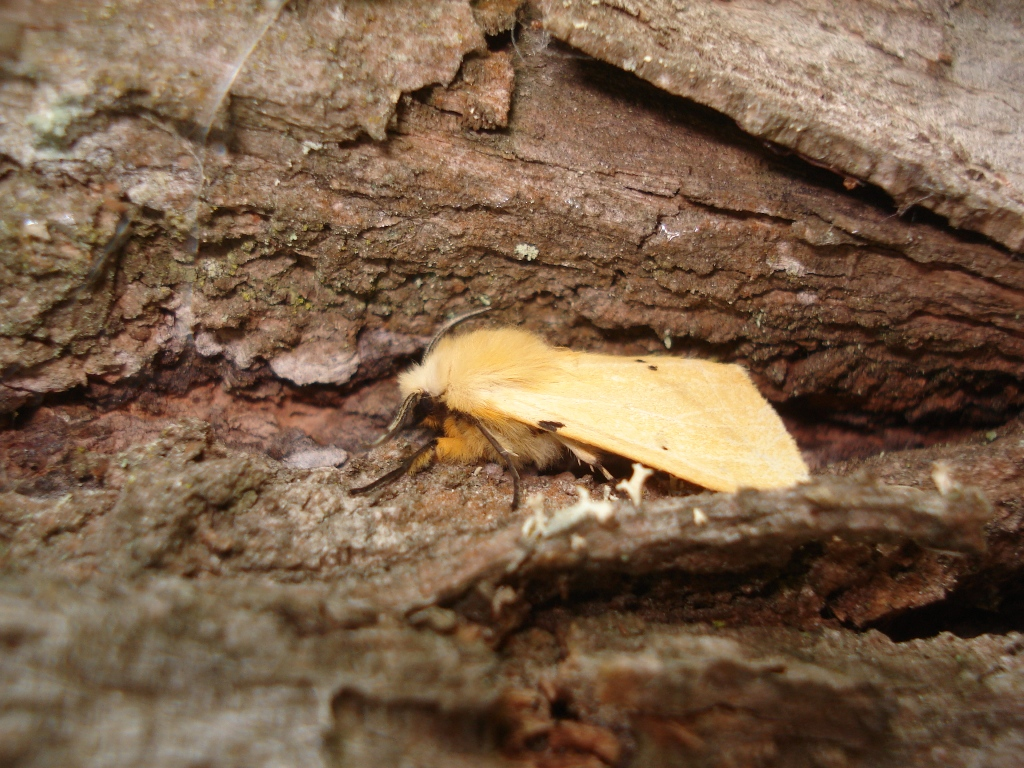